# Yōrō-jinja

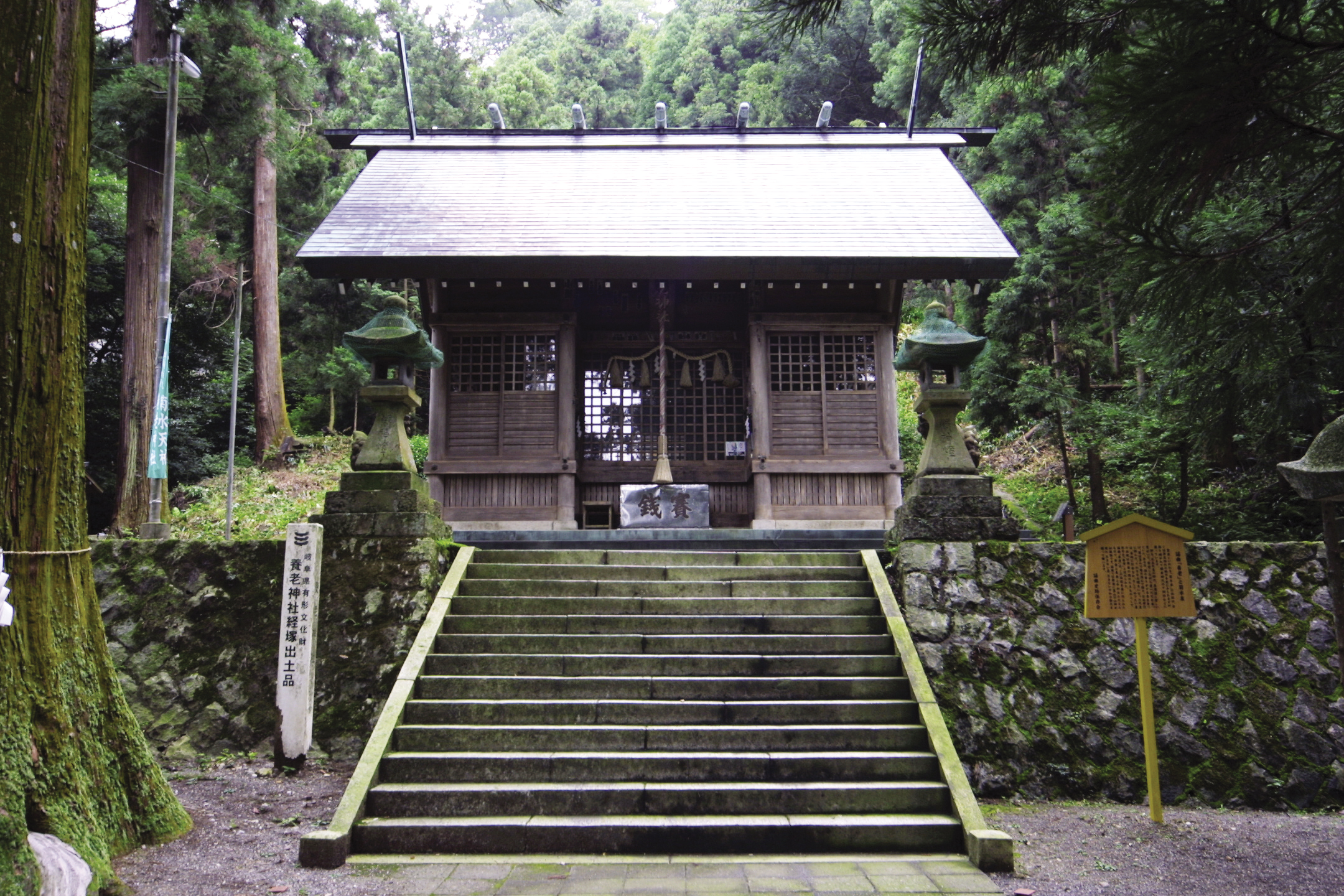

Le Yōrō-jinja (養老神社) est un sanctuaire shinto situé dans la ville de Yōrō du district de Yōrō dans la préfecture de Gifu au Japon.

## Histoire
L'année exacte de la construction est inconnue mais le sanctuaire passe pour avoir été construit au cours de l'ère Yōrō de l'époque de Nara. L'existence du Yōrō-jinja est documentée à l'époque de Heian mais il est alors appelé « Yōrō mmyōjin » (養老明神).
En 1504, son nom est changé pour celui de « Yōrō tenjin » (養老天神). « Yōrō-jinja » ne devient son nom officiel que plusieurs siècles plus tard au début de l'ère Meiji.
Le sanctuaire est dédié à Sugawara no Michizane, à l'impératrice Genshō et à l'empereur Shōmu.